# Omni Coliseum
O Omni Coliseum, geralmente chamado de Omni, do latim para "todos" ou "cada", foi uma arena indoor localizada em Atlanta, Geórgia, Estados Unidos. Concluída em 1972, foi a casa do time de basquetebol Atlanta Hawks da NBA entra 1972 e 1997 e do time de hóquei no gelo Atlanta Flames da NHL entre 1972 e 1980, a arena de basquete para 16 378 espectadores sentados e 15 278 para o hóquei no gelo.
Fazia parte do Complexo Omni, agora conhecido como o Centro CNN. Abrigou a final de voleibol nos Jogos Olímpicos de Verão de 1996. Foi demolida em 1997, por se tornar datada apesar de sua duração de apenas 20 anos. A única lembrança ainda é o placar da Omni que agora paira no pavilhão da State Farm Arena, construída sobre o espaço do Coliseum.